# Рейс, Мария
Мария Рейс (порт. Maria Reis, полное имя Maria Guilhermina Silva Reis) — португальская художница XIX века.

## Биография
Сведений о художнице-пейзажистке немного.
Её произведения находятся в музеях Португалии и частных коллекциях. Часто они представлены на современных мировых аукционах.
Картины и биография художницы представлены в художественном сборнике Women Painters of the World.
- Некоторые работы